# Estación Roosevelt
Roosevelt era el nombre que recibía una estación de ferrocarril ubicada en la localidad del mismo nombre, partido de Rivadavia, provincia de Buenos Aires, Argentina.

## Servicios
La estación era intermedia del otrora Ferrocarril Provincial de Buenos Aires para los servicios interurbanos y también de carga  desde La Plata hacia Mira Pampa. No opera servicios desde 1961.